# Adosterol
Adosterol es un esterol yodado.